# Dème de Monemvasia
Le dème de Monemvasia (grec moderne : Δήμος Μονεμβασιάς, Dhímos Monemvasiás) est une circonscription administrative de la périphérie du Péloponnèse, dans le district régional de Laconie, en Grèce. 
Il a été créé sous sa forme actuelle dans le cadre du programme Kallikratis (2010) par la fusion des anciens dèmes de Molaioi, de Monemvasia, de l'Asopos, de Zaraka et de Boiai, devenus des districts municipaux.
Son siège est la localité de Molái.
Son territoire correspond en grande partie à celui de l'ancienne province d'Épidaure Liméra.

## Subdivisions

### District municipal de d'Asopos

Quatre « communautés locales » (anciennes municipalités) :
- Asopos (appelé Kondevianika jusqu'en 1940[2])
- Demonía
- Papadianika (siège de l'ancien dème)
- Finiki, comprenant les localités de :
  - Finiki
  - Krissa

### District municipal de Monemvasia

Dix « communautés locales », dont celles de :
- Monemvasia :
  - Monemvasia
  - Géfyra
  - Ayia Kyriaki
- Veliés
- etc

### District municipal de Molaoi

Une « communauté municipale » et cinq « communautés locales », dont :
- Molaoi
- Eléa
- Metamorfosi
- etc

### District municipal de Voies (Boiai)

Une « communauté municipale » et douze « communautés locales », dont celles de :
- Néapoli
- Agios Giorgios
- Agios Nikolaos
- Ano Kastanea
- etc

### District municipal de Zaraka

Cinq « communautés locales », dont celles de :
- Ierax
- Kyparissi
- etc